# Wapserveld
Het Wapserveld is een heidegebied binnen het gebied Berkenheuvel in het Nederlandse Nationaal Park Drents-Friese Wold.
Het is gelegen ten noorden van Diever.
Het Wapserveld is vanwege het weinig voorkomende en kwetsbare N2000 habitattype vochtige heide sinds 1999 door de provincie Drenthe aangemerkt als rustgebied voor dieren. Het is dus absoluut niet toegankelijk voor recreanten. Er lopen dan ook geen paden door het gebied. In het Wapserveld ligt het ven Meeuwenplas. Het bos Wapserzand ligt ten zuidoosten.